# Lycoris × chejuensis
Lycoris chejuensis är en amaryllisväxtart som beskrevs av K.H.Tae och S.C.Ko. Lycoris chejuensis ingår i släktet Lycoris och familjen amaryllisväxter. Inga underarter finns listade i Catalogue of Life.